# John Buchan
John Buchan (6. srpna 1875 Perth – 11. února 1940 Montréal) byl skotský spisovatel, který se proslavil zejména špionážními romány, z nichž nejznámější je Třicet devět stupňů (The Thirty-Nine Steps).

## Život
Vystudoval klasickou literaturu na University of Glasgow a na Oxfordu. Již tehdy psal, zejména eseje a poezii. Po studiích se stal diplomatem, působil jako asistent Alfreda Milnera, vysokého komisaře v Jižní Africe. Po návratu z Afriky pracoval pro nakladatelství Thomas Nelson & son a stal se šéfredaktorem prestižního anglického časopisu The Spectator. Roku 1910 publikoval svůj první román lehčího žánru, nazvaný Prester John, jehož děj umístil do jižní Afriky. Rok poté vstoupil do politiky, v barvách Scottish Unionist Party. Za první světové války se věnoval propagandě, pracoval pro Britskou kancelář propagandy známou jako "Wellington House". Zároveň pracoval jako válečný korespondent pro deník The Times. Za války byl rovněž ve spojení s československým zahraničním odbojem a podporoval československou věc. V té době rovněž, v roce 1915, vydal svůj nejslavnější román, špionážní thriller Třicet devět stupňů, v němž představil svého hrdinu Richarda Hannaye, který se objevil ještě v řadě dalších knih (knihu jako první zfilmoval Alfred Hitchcock roku 1935). V letech 1917–1918 byl Buchan „ředitelem informací“ britské vlády, de facto ministrem propagandy. Po válce publikoval i řadu historických prací (např. životopis Waltera Scotta) a stal se též prezidentem Skotské historické společnosti. Ve 30. letech se stal příznivcem sionismu, a to navzdory tomu, že byl znám jako antisemita. V roce 1935 byl uveden do šlechtického stavu. V letech 1935–1940 byl generálním guvernérem Kanady (oficiálním zástupcem britského panovníka v Kanadě).